# Stoll & Wachall

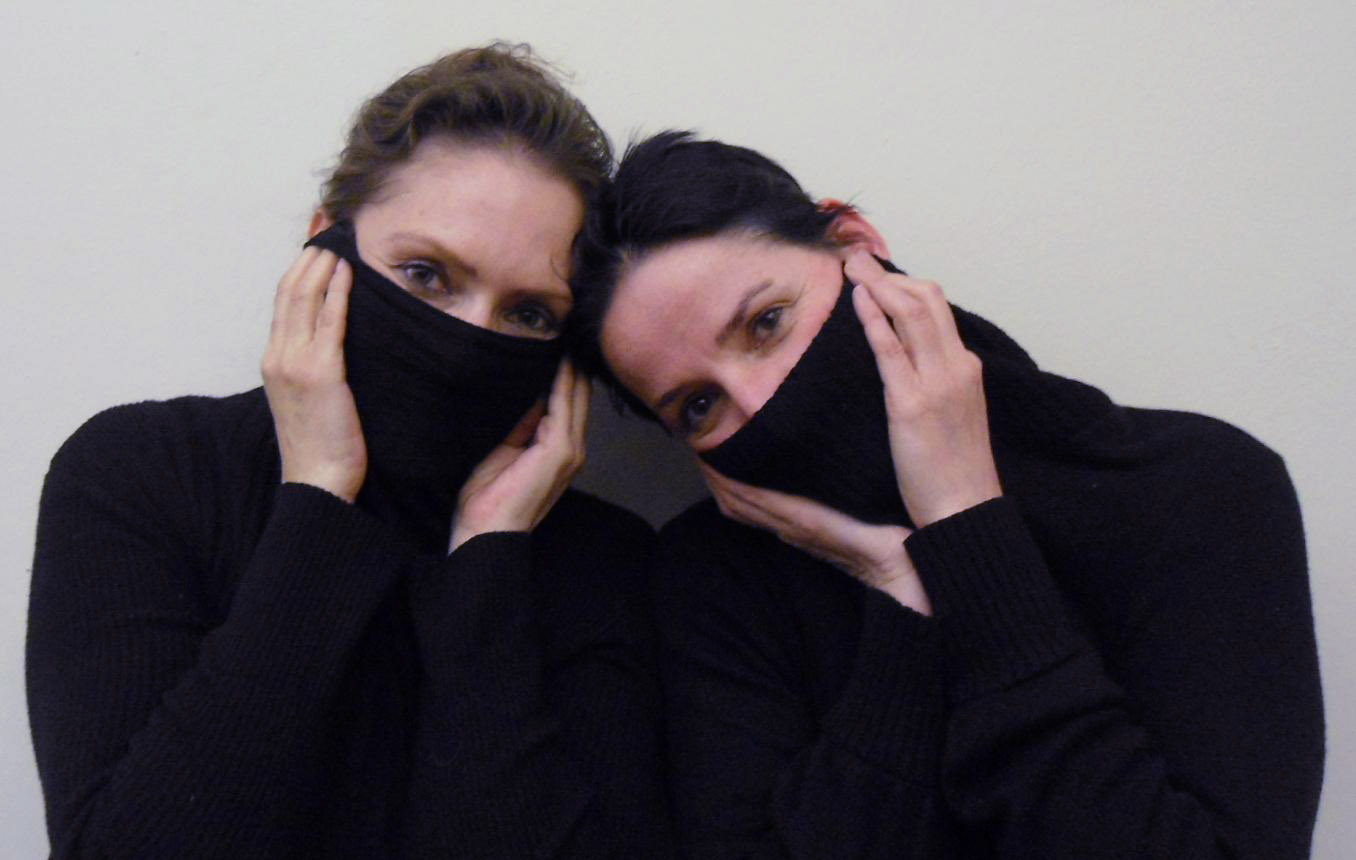
Stoll & Wachall

Stoll & Wachall ist ein deutsches Künstlerduo, bestehend aus Klaudia Stoll (* 1968 in Rastatt) und Jacqueline Wachall (* 1965 in Saarbrücken). Ihre Arbeitsgebiete umfassen Performance, Installation und Medienkunst.

## Werdegang
Beide Künstlerinnen studierten von 1993 bis 1999 an der HBK Saar unter den Professoren Ulrike Rosenbach, Bodo Baumgarten, Christina Kubisch und Horst Gerhard Haberl. 1997 gründeten sie das Künstlerduo Stoll & Wachall. Beide erhielten 1999 ihr Diplom und graduierten zu Meisterschülerinnen. Die Künstlerinnen leben in Berlin und Saarbrücken.

## Einzelausstellungen
- 2001 dream stereo (Stadtgalerie Saarbrücken)
- 2003 your paradise is not for me (Kunsthaus Erfurt)
- 2004 private collection [room 03] (K4 galerie Saarbrücken)
- 2007 private collection [room 06] (Johanneskirche Saarbrücken)
- 2008 the future is gold (Galerie Palais am Festungsgraben Berlin)
- 2012 PING PONG Galerie Julia Philippi, Heidelberg

## Performances
- 1997 recordis (European Media Art festival Osnabrück)
- 2000 the clan-communications (Expo 2000, Deutscher Pavillon, Hannover)
- 2000 Rouge Noir (7. Biennale Havanna, Kuba)
- 2000 at the moment (Foundry London)
- 2000 Miss Beauty (Minutes Only Festival Karlsruhe)
- 2001 Passing through/xhoch² (Joan Jonas Ausstellung Stuttgart)
- 2002 dream stereo (Graphikmuseum Pablo Picasso Münster)
- 2004 Superformances (Musée d’Art Moderne et Contemporain de Strasbourg)
- 2007 Des-Infektion (Abwehr-Performance-Festival, Kunstfabrik am Flutgraben Berlin)

## Tanzprojekte
- 2005 Eros – life instinct (mit Marguerite Donlon, Saarländisches Staatstheater)
- 2006 Videoinstallationen (N.O.W dance Saarbrücken)
- 2007 (a) ROOM (mit Ignacio Martinez, Dance Palace Project Luxemburg)
- 2008 Mischa der Fall (mit Claude Mangen und Bernard Baumgarten, Tanztheater-Festival Luxemburg)
- 2008 Mischa der Fall/Videoinstallation (Tala Dance Center, Zagreb)
- 2009 Schwanensee-Aufgetaucht/Videobühnenbild (Saarländisches Staatstheater)
- 2010 SHANGHAI: I give you my Heart (mit Claude Mangen und Bernard Baumgarten, Expo 2010 Shanghai)

## Preise und Auszeichnungen
- 2001 Medienkunstpreis des Saarländischen Rundfunks
- 2002 Saar Ferngas Junge Kunst 2002, Publikumspreis
- 2004 Förderpreis der Stadt Saarbrücken
- 2004 1. Preis des SaarLorLux Film- und Videofestival